# XtremeAir
XtremeAir es una compañía aeronáutica alemana dedicada al diseño y fabricación de aviones acrobáticos, con su sede en Hecklingen, Sajonia-Anhalt, Alemania.
XtremeAir fue fundada en 2005 por Harro Moewes. En 2006 se trasladó la compañía a unas instalaciones aeroportuarias próximas a Magdeburgo. Además del diseño y fabricación de sus aviones, XtremeAir también diseña y crea piezas realizadas en materiales compuestos.

## Productos
- XtremeAir Sbach 300, avión acrobático.
- XtremeAir Sbach 342, versión biplaza del Sbach 300.